# Logisim
Logisim és un simulador lògic que permet dissenyar i simular circuits digitals mitjançant una interfície gràfica d'usuari. Llançat sota la llicència pública GNU, Logisim és un programari gratuït que s'executa a les plataformes Microsoft Windows, Mac OS X i Linux. El vostre codi està escrit completament en Java.
El desenvolupador principal, Carl Burch, treballava a Logisim des del 2001. La darrera versió publicada per ell, la 2.7.1, i la darrera versió beta publicada, la 2.7.2.255, ambdues daten del 2011. El seu anunci oficial de la seva retirada del desenvolupament es va publicar al seu lloc web l'11 d'octubre de 2014. Una bifurcació que estan desenvolupant activament les escoles de la Suïssa francòfona és "logisim-evolution". Una altra bifurcació que també està clarament activa és la versió italiana "Logisim-ITA".

## Missió
El programari és utilitzat sovint pels estudiants d'informàtica per desenvolupar i experimentar amb circuits digitals i simulacions. Els circuits es desenvolupen a Logisim mitjançant una interfície d'usuari gràfica, similar als programes de dibuix tradicionals que es troben en molts altres simuladors. A diferència de la majoria dels altres simuladors, Logisim permet a l'usuari editar el circuit durant la simulació. La interfície relativament senzilla és molt adequada per a conferències introductòries i generals. També hi ha característiques de disseny per a circuits més complexos, com ara: B. Hi ha "circuits parcials" i "faixos de cables". Tot i que Logisim també es pot utilitzar per crear projectes complexos, com ara implementacions completes de CPU, el programari està pensat principalment per a l'ensenyament. Logisim no pot utilitzar components analògics.

## Treballs de seguiment
Burch ja estava treballant en un projecte de seguiment anomenat "Toves" per evitar certs errors de disseny sobre una base nova quan la seva carrera el va portar a Google per desenvolupar eines de programari per a l'optimització d'anuncis, la qual cosa va acabar bruscament amb els seus desenvolupaments anteriors. El professor Helmut Neemann d'Alemanya va utilitzar Logisim com a model per al seu desenvolupament d'un programari comparable anomenat "Digital". En el readme del seu propi producte, Neemann també informa sobre diverses forquilles per a Logisim i les seves característiques especials, com ara funcions per a l'exportació de VHDL.